# José Robles López
José Ángel Florencio Robles López (Bogotá, Colombia, 8 de octubre de 1964) es un ciclista de ruta retirado como profesional, pero aun activo a nivel sénior máster en su natal Colombia.  Participó en los Juegos Olímpicos de Barcelona 1992 quedando en el puesto 48.

## Palmarés
1989
- Clásica de Girardot

1990
- Campeonato Panamericano en Ruta

1991
- 3.º en el Campeonato Panamericano en Ruta

1993
- Tour de Gila
- Vuelta a Guatemala[1]

## Fotografías destacadas
|  |  |